# Valflaunès
Valflaunès é uma comuna francesa na região administrativa de Occitânia, no departamento de Hérault. Estende-se por uma área de 21,04 km². Em 2010 a comuna tinha 789 habitantes (densidade: 37,5 hab./km²).